# Walter Vogel (Maler)
Walter Vogel (* 22. August 1899 in St. Gallen; † 12. August 1994 ebenda) war ein Schweizer Maler, Grafiker, Zeichner und Restaurator. Sein Werk umfasst Malerei, Wandmalerei, Sgraffiti, Zeichnungen, Lithografie, Holzschnitte, Gravuren, Druckgrafik, Glasmalerei, Bühnenbild und Kunst am Bau.

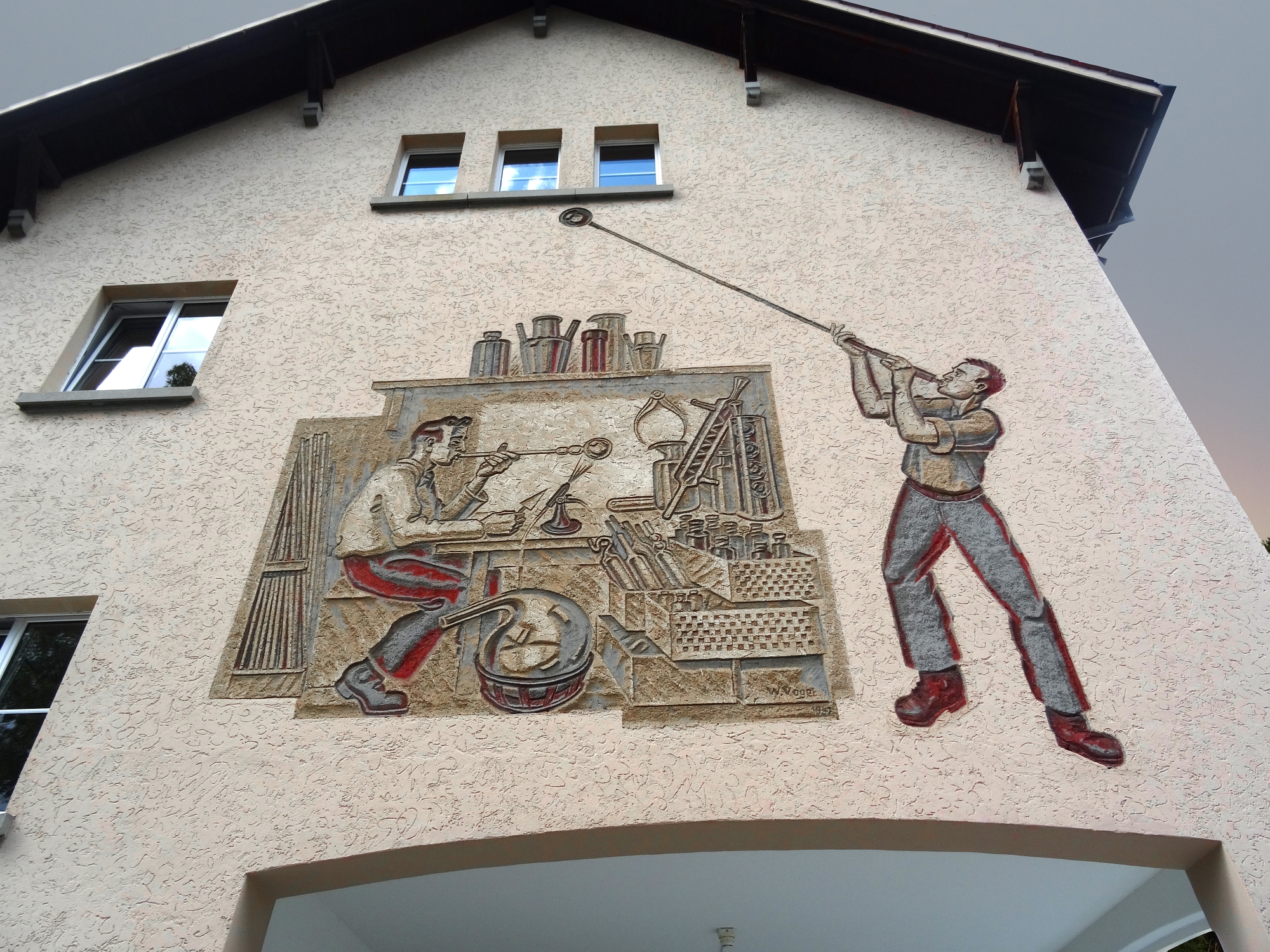
Sgraffito 1947. St. Josefen-Strasse 2, St. Gallen

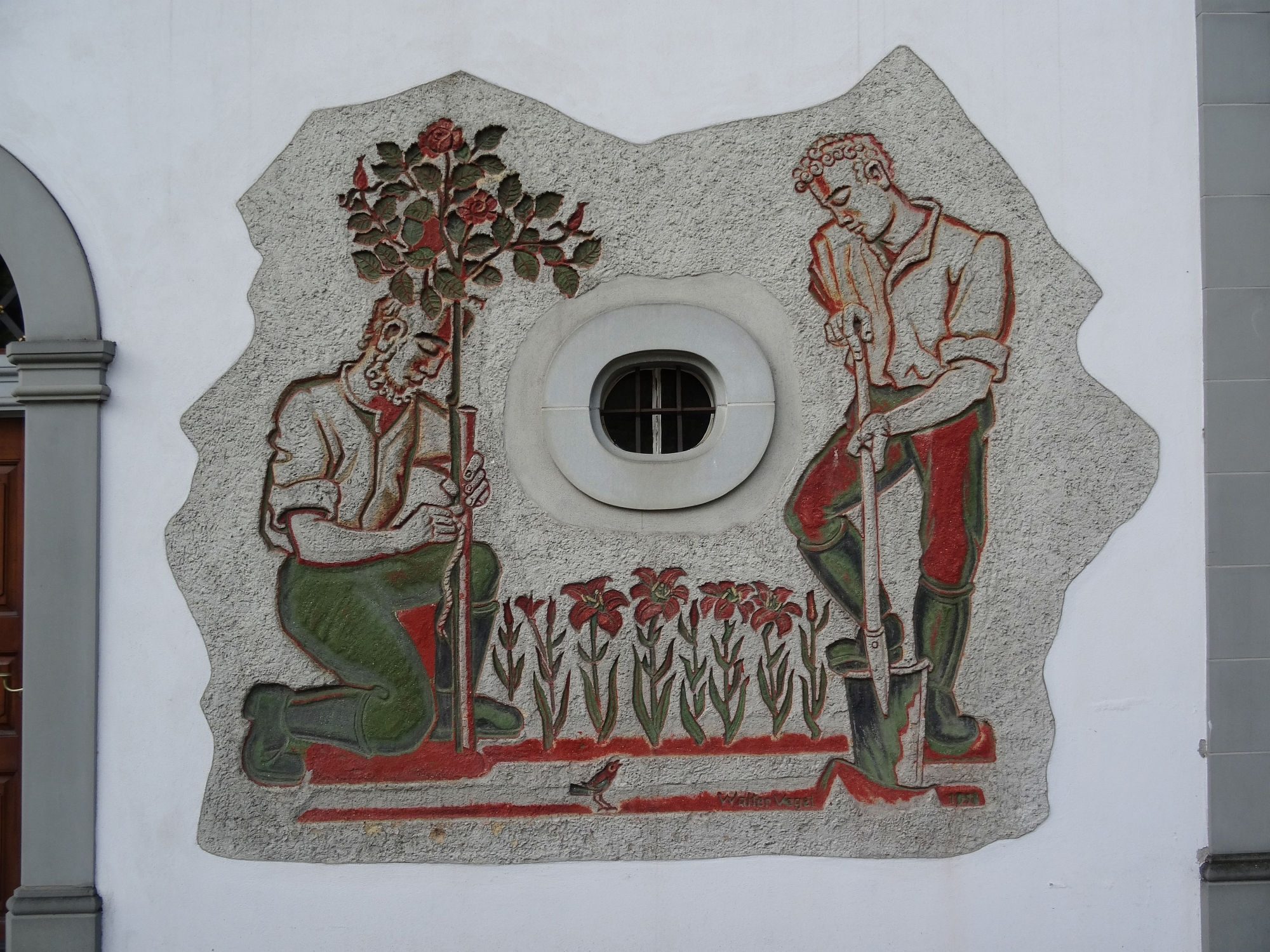
Sgraffito 1958. Feldlistrasse 13, St. Gallen

## Leben und Werk
Walter Vogel war ein Sohn des gleichnamigen Malermeisters Walter Vogel. Dieser gründete 1891 an der Kleinbergstrasse 1 in St. Gallen sein eigenes Malergeschäft.
Vogel erhielt Unterricht bei August Wanner und studierte vier Jahre an der Akademie der Bildenden Künste München Malerei bei Carl Johann Becker-Gundahl. 1924 erhielt er vom Landesamt für Denkmalpflege in München Aufträge für Fresken und Restaurierungen alter Fresken. Daneben schuf er zahlreiche Porträts und Landschaften in Öl und Aquarell. Seine Werke stellte er erstmals 1927 in München, anschliessend im Kunstmuseum St. Gallen aus.
1930 übernahm Walter die väterliche Werkstatt, die u. a. Maler- und Tapezierarbeiten sowie Schriften und Reklamen ausführte. Zudem spezialisierte er sich auf dekorative Wandplastiken, Sgraffito und Schieferimitationen auf Schulwandtafeln. Später übernahm sein Sohn Niklaus (* 1929) das Geschäft.
Als Restaurator führte Walter Vogel zahlreiche Arbeiten aus, so u. a. 1955 für das Hotel Krone in Trogen und 1961 im Haus zum Goldapfel in St. Gallen.
Seine Sgraffiti sind an zahlreichen Gebäuden in St. Gallen zu sehen. Walter Vogel war Mitglied der Sektion St. Gallen der GSMBA und stellte seine Werke in Einzel- und Gruppenausstellungen aus.